# Krugshof
Krugshof ist ein Gemeindeteil der kreisfreien Stadt Bayreuth in Oberfranken. Krugshof liegt in der Gemarkung Wolfsbach.

## Geografie
Die Einöde liegt an der Bundesstraße 2, die nach Wolfsbach (0,8 km nördlich) bzw. nach Creußen verläuft (6 km südlich).

## Geschichte
Der Ort wurde 1382 erstmals urkundlich erwähnt.
Gegen Ende des 18. Jahrhunderts bestand Krugshof aus zwei Anwesen. Die Hochgerichtsbarkeit stand dem bayreuthischen Stadtvogteiamt Creußen zu. Das Amt Unternschreez war Grundherr der beiden Halbhöfe. Krugshof gehörte zur Realgemeinde Wolfsbach und erhielt die Hausnummern 11 und 12 dieses Ortes.
Von 1797 bis 1810 unterstand der Ort dem Justiz- und Kammeramt Bayreuth. Mit dem Gemeindeedikt wurde Krugshof dem 1812 gebildeten Steuerdistrikt Oberkonnersreuth und der im gleichen Jahr gebildeten Ruralgemeinde Wolfsbach zugewiesen. Am 1. Mai 1978 wurde Krugshof im Zuge der Gebietsreform in Bayern nach Bayreuth eingemeindet.

### Baudenkmäler
- Kilometerstein
- Sandsteinsäule

### Einwohnerentwicklung
| Jahr      | 001799 | 001819 | 001822 | 001861 | 001871 | 001885 | 001900 | 001925 | 001950 | 001961 | 001970 | 001987 |
| Einwohner | 12     | 14     | 10     | 16     | 12     | 13     | 21     | 15     | 12     | 10     | 10     | 4      |
| Häuser    | 2      |        | 2      |        |        | 2      | 2      | 2      | 1      | 2      |        | 2      |
| Quelle    | [ 8 ]  | [ 9 ]  | [ 6 ]  | [ 10 ] | [ 11 ] | [ 12 ] | [ 13 ] | [ 14 ] | [ 15 ] | [ 16 ] | [ 17 ] | [ 1 ]  |

## Religion
Krugshof ist seit der Reformation evangelisch-lutherisch geprägt und nach Sankt Johannis (Bayreuth) gepfarrt.